# Brooklyn (contea di Washburn)
Brooklyn è un centro abitato (town) degli Stati Uniti d'America situato nella contea di Washburn nello Stato del Wisconsin. La popolazione era di 281 persone al censimento del 2000. La comunità incorporata di Lampson si trova nella città.

## Geografia fisica
Secondo lo United States Census Bureau, ha un'area totale di 36,3 miglia quadrate (94,1 km²).

## Società

### Evoluzione demografica
Secondo il censimento del 2000, c'erano 281 persone.

### Etnie e minoranze straniere
Secondo il censimento del 2000, la composizione etnica della città era formata dal 99,29% di bianchi, lo 0,36% di nativi americani, e lo 0,36% di due o più etnie. Ispanici o latinos di qualunque razza erano l'1,07% della popolazione.